# Élections cantonales de 2008 en Vaucluse
Les élections cantonales ont eu lieu les 9 et 16 mars 2008. Elles avaient pour but d’élire la moitié des conseillers généraux du département français de Vaucluse qui siègent au conseil général de Vaucluse pour un mandat de six années.

## Contexte départemental

### Assemblée départementale sortante
Avant les élections, le conseil général de Vaucluse est présidé par Claude Haut. Il comprend 24 conseillers généraux issus des 24 cantons de Vaucluse ; 12 d'entre eux sont renouvelables lors de ces élections. 
| Parti                             | Sigle | Élus | Groupe politique          |
| --------------------------------- | ----- | ---- | ------------------------- |
| Majorité (13 sièges)              |       |      |                           |
| Parti socialiste                  | PS    | 10   | Majorité départementale   |
| Divers gauche                     | DVG   | 2    | Majorité départementale   |
| Parti communiste français         | PCF   | 1    | Majorité départementale   |
| Opposition (11 sièges)            |       |      |                           |
| Union pour un mouvement populaire | UMP   | 8    | Opposition départementale |
| DVD                               | DVD   | 1    | Opposition départementale |
| Ligue du Sud                      | EXD   | 2    | Ligue du Sud              |
| Président du conseil général      |       |      |                           |
| Claude Haut (PS)                  |       |      |                           |

## Résultats à l'échelle du département
| Étiquette      | Étiquette                         | Premier tour | Premier tour | Second tour | Second tour | Total |
| Étiquette      | Étiquette                         | Voix         | %            | Voix        | %           | Total |
| -------------- | --------------------------------- | ------------ | ------------ | ----------- | ----------- | ----- |
|                | Parti socialiste                  | 34 786       | 28,39        | 39 957      | 39,6        | 5     |
|                | Parti communiste français         | 10 214       | 8,34         |             |             |       |
|                | Divers gauche                     | 2 984        | 2,44         |             |             |       |
|                | Parti radical de gauche           | 2 657        | 2,17         | 5 683       | 5,63        | 0     |
|                | Les Verts                         | 2 015        | 1,64         |             |             |       |
|                | Extrême gauche                    | 1 264        | 1,03         |             |             |       |
| Gauche         | Gauche                            | 53 920       | 44,01        | 45 640      | 45,23       | 5     |
|                |                                   |              |              |             |             |       |
|                | Union pour un mouvement populaire | 37 576       | 30,67        | 48 571      | 48,14       | 5     |
|                | Divers droite                     | 14 054       | 11,47        | 6 683       | 6,62        | 2     |
|                | Front national                    | 11 379       | 9,29         |             |             |       |
|                | Mouvement démocrate               | 4 748        | 3,88         |             |             |       |
| Droite         | Droite                            | 67 757       | 55,31        | 55 254      | 54,76       | 7     |
|                |                                   |              |              |             |             |       |
|                | Divers                            | 835          | 0,68         |             |             |       |
|                |                                   |              |              |             |             |       |
| Inscrits       | Inscrits                          | 194 843      | 100,00       | 177 849     | 100,00      |       |
| Abstentions    | Abstentions                       | 67 391       | 34,59        | 71 147      | 40          |       |
| Votants        | Votants                           | 127 452      | 65,41        | 106 702     | 60          |       |
| Blancs et nuls | Blancs et nuls                    | 4 940        | 3,88         | 5 808       | 5,44        |       |
| Exprimés       | Exprimés                          | 122 512      | 96,12        | 100 894     | 94,56       |       |

### Résultats en nombre de sièges
| Parti | Sièges mis en jeu | Élus | Évolution |
| ----- | ----------------- | ---- | --------- |
| PS    | 4                 | 5    | +1        |
| UMP   | 5                 | 5    | =         |
| MPF   | 1                 | 1    | =         |
| DVD   | 2                 | 1    | -1        |

### Assemblée départementale à l'issue des élections
| Parti                             | Sigle | Élus | Groupe politique        |
| --------------------------------- | ----- | ---- | ----------------------- |
| Majorité (14 sièges)              |       |      |                         |
| Parti socialiste                  | PS    | 11   | Majorité départementale |
| Divers gauche                     | DVG   | 2    | Majorité départementale |
| Parti communiste français         | PCF   | 1    | Majorité départementale |
| Opposition (10 sièges)            |       |      |                         |
| Union pour un mouvement populaire | UMP   | 8    | UMP                     |
| Mouvement pour la France          | MPF   | 2    | Ligue du Sud            |
| Président du conseil général      |       |      |                         |
| Claude Haut (PS)                  |       |      |                         |

### Liste des élus
| Canton               | Conseiller sortant    | Parti | Parti | Conseiller élu        | Parti | Parti |
| -------------------- | --------------------- | ----- | ----- | --------------------- | ----- | ----- |
| Avignon-Nord         | Christian Bouillot    |       | DVD   | Claude Toutain        |       | UMP   |
| Avignon-Ouest        | Alain Dufaut          |       | UMP   | Alain Dufaut          |       | UMP   |
| Bollène              | Jean-Pierre Lambertin |       | PS    | Jean-Pierre Lambertin |       | PS    |
| Carpentras-Sud       | Jean-Michel Ferrand   |       | UMP   | Jean-Michel Ferrand   |       | UMP   |
| Cavaillon            | Jean-Claude Bouchet*  |       | UMP   | Jean-Baptiste Blanc   |       | UMP   |
| Gordes               | Maurice Chabert       |       | UMP   | Maurice Chabert       |       | UMP   |
| Orange-Ouest         | Jacques Bompard       |       | LS    | Jacques Bompard       |       | LS    |
| Pernes-les-Fontaines | François Pantagène    |       | UMP   | François Pantagène    |       | UMP   |
| Pertuis              | Maurice Lovisolo      |       | PS    | Maurice Lovisolo      |       | PS    |
| Sault                | André Faraud          |       | PS    | André Faraud          |       | PS    |
| Vaison-la-Romaine    | Claude Haut           |       | PS    | Claude Haut           |       | PS    |
| Valréas              | Colette Jacquier*     |       | UMP   | Gérard Santucci       |       | PS    |

## Résultats par canton

### Canton d'Avignon-Nord
| Candidats      | Candidats           | Étiquette      | Premier tour | Premier tour | Second tour | Second tour |
| Candidats      | Candidats           | Étiquette      | Voix         | %            | Voix        | %           |
| -------------- | ------------------- | -------------- | ------------ | ------------ | ----------- | ----------- |
|                | Claude Toutain      | UMP            | 2 858        | 23,09        | 6 790       | 54,44       |
|                | Henri Bouyol        | PRG            | 2 657        | 21,47        | 5 683       | 45,56       |
|                | Christian Bouillot* | DVD            | 2 028        | 16,39        |             |             |
|                | Paul Ruat           | FN             | 1 632        | 13,19        |             |             |
|                | Ozcan Susler        | Verts          | 1 112        | 8,98         |             |             |
|                | Luc Bordas          | EXG            | 652          | 5,27         |             |             |
|                | Max Rieux           | DVG            | 603          | 4,87         |             |             |
|                | Francis Salustri    | SE             | 523          | 4,23         |             |             |
|                | Christophe Roux     | SE             | 312          | 2,52         |             |             |
|                |                     |                |              |              |             |             |
| Inscrits       | Inscrits            | Inscrits       | 22 065       | 100,00       | 22 065      | 100,00      |
| Abstentions    | Abstentions         | Abstentions    | 9 236        | 41,86        | 8 567       | 38,83       |
| Votants        | Votants             | Votants        | 12 829       | 58,14        | 13 498      | 61,17       |
| Blancs et nuls | Blancs et nuls      | Blancs et nuls | 452          | 3,52         | 1 025       | 7,59        |
| Exprimés       | Exprimés            | Exprimés       | 12 377       | 96,48        | 12 473      | 92,41       |

*sortant

### Canton d'Avignon-Ouest
| Candidats      | Candidats        | Étiquette      | Premier tour | Premier tour | Second tour | Second tour |
| Candidats      | Candidats        | Étiquette      | Voix         | %            | Voix        | %           |
| -------------- | ---------------- | -------------- | ------------ | ------------ | ----------- | ----------- |
|                | Alain Dufaut*    | UMP            | 3 430        | 43,55        | 4 765       | 57,58       |
|                | Mohamed Zaidat   | PS             | 1 661        | 21,09        | 3 510       | 42,42       |
|                | Jean-Luc Fauche  | Verts          | 903          | 11,47        |             |             |
|                | Pascal Paradis   | FN             | 841          | 10,68        |             |             |
|                | Véronique Marcel | EXG            | 612          | 7,77         |             |             |
|                | Michel Navarro   | PCF            | 429          | 5,45         |             |             |
|                |                  |                |              |              |             |             |
| Inscrits       | Inscrits         | Inscrits       | 14 602       | 100,00       | 14 602      | 100,00      |
| Abstentions    | Abstentions      | Abstentions    | 6 415        | 43,93        | 5 911       | 40,48       |
| Votants        | Votants          | Votants        | 8 187        | 56,07        | 8 691       | 59,52       |
| Blancs et nuls | Blancs et nuls   | Blancs et nuls | 311          | 3,80         | 416         | 4,79        |
| Exprimés       | Exprimés         | Exprimés       | 7 876        | 96,20        | 8 275       | 95,21       |

*sortant

### Canton de Bollène
| Candidats      | Candidats              | Étiquette      | Premier tour | Premier tour | Second tour | Second tour |
| Candidats      | Candidats              | Étiquette      | Voix         | %            | Voix        | %           |
| -------------- | ---------------------- | -------------- | ------------ | ------------ | ----------- | ----------- |
|                | Jean-Pierre Lambertin* | PS             | 6 082        | 49,18        | 7 648       | 67,72       |
|                | Pierre Bressieux       | UMP            | 2 687        | 21,73        | 3 645       | 32,28       |
|                | Samuel Moussas         | FN             | 1 356        | 10,97        |             |             |
|                | Serge Fiori            | PCF            | 1 124        | 9,09         |             |             |
|                | Bernadette Pelletier   | DVD            | 1 117        | 9,03         |             |             |
|                |                        |                |              |              |             |             |
| Inscrits       | Inscrits               | Inscrits       | 18 749       | 100,00       | 18 747      | 100,00      |
| Abstentions    | Abstentions            | Abstentions    | 5 971        | 31,85        | 6 976       | 37,21       |
| Votants        | Votants                | Votants        | 12 778       | 68,15        | 11 771      | 62,79       |
| Blancs et nuls | Blancs et nuls         | Blancs et nuls | 412          | 3,22         | 478         | 4,06        |
| Exprimés       | Exprimés               | Exprimés       | 12 366       | 96,78        | 11 293      | 95,94       |

*sortant

### Canton de Carpentras-Sud
| Candidats      | Candidats            | Étiquette      | Premier tour | Premier tour | Second tour | Second tour |
| Candidats      | Candidats            | Étiquette      | Voix         | %            | Voix        | %           |
| -------------- | -------------------- | -------------- | ------------ | ------------ | ----------- | ----------- |
|                | Jean-Michel Ferrand* | UMP            | 7 837        | 44,18        | 8 752       | 54,28       |
|                | Christian Gros       | PS             | 5 191        | 29,26        | 7 372       | 45,72       |
|                | Guy Moreau           | PCF            | 2 082        | 11,74        |             |             |
|                | Lionel George        | FN             | 1 945        | 10,97        |             |             |
|                | Christine Berthau    | DVD            | 683          | 3,85         |             |             |
|                |                      |                |              |              |             |             |
| Inscrits       | Inscrits             | Inscrits       | 27 768       | 100,00       | 27 765      | 100,00      |
| Abstentions    | Abstentions          | Abstentions    | 9 443        | 34,01        | 10 966      | 39,50       |
| Votants        | Votants              | Votants        | 18 325       | 65,99        | 16 799      | 60,50       |
| Blancs et nuls | Blancs et nuls       | Blancs et nuls | 587          | 3,20         | 675         | 4,02        |
| Exprimés       | Exprimés             | Exprimés       | 17 738       | 96,80        | 16 124      | 95,98       |

*sortant

### Canton de Cavaillon
| Candidats      | Candidats           | Étiquette      | Premier tour | Premier tour | Second tour | Second tour |
| Candidats      | Candidats           | Étiquette      | Voix         | %            | Voix        | %           |
| -------------- | ------------------- | -------------- | ------------ | ------------ | ----------- | ----------- |
|                | Jean-Baptiste Blanc | UMP            | 6 371        | 35,77        | 9 183       | 56,42       |
|                | Alain Attard        | PS             | 4 095        | 22,99        | 7 093       | 43,58       |
|                | Gérard Carlier      | FN             | 2 798        | 15,71        |             |             |
|                | Véronique Valton    | DVG            | 2 381        | 13,37        |             |             |
|                | Thierry Maillet     | PCF            | 1 139        | 6,40         |             |             |
|                | Pierre Priolet      | UDF            | 1 026        | 5,76         |             |             |
|                |                     |                |              |              |             |             |
| Inscrits       | Inscrits            | Inscrits       | 29 133       | 100,00       | 29 133      | 100,00      |
| Abstentions    | Abstentions         | Abstentions    | 10 493       | 36,02        | 11 605      | 39,83       |
| Votants        | Votants             | Votants        | 18 640       | 63,98        | 17 528      | 60,17       |
| Blancs et nuls | Blancs et nuls      | Blancs et nuls | 830          | 4,45         | 1 252       | 7,14        |
| Exprimés       | Exprimés            | Exprimés       | 17 810       | 95,55        | 16 276      | 92,86       |

### Canton de Gordes
| Candidats      | Candidats        | Étiquette      | Premier tour | Premier tour |
| Candidats      | Candidats        | Étiquette      | Voix         | %            |
| -------------- | ---------------- | -------------- | ------------ | ------------ |
|                | Maurice Chabert* | DVD            | 2 394        | 64,08        |
|                | Alain Daumen     | PS             | 1 342        | 35,92        |
|                |                  |                |              |              |
| Inscrits       | Inscrits         | Inscrits       | 5 070        | 100,00       |
| Abstentions    | Abstentions      | Abstentions    | 1 128        | 22,25        |
| Votants        | Votants          | Votants        | 3 942        | 77,75        |
| Blancs et nuls | Blancs et nuls   | Blancs et nuls | 206          | 5,23         |
| Exprimés       | Exprimés         | Exprimés       | 3 736        | 94,77        |

*sortant

### Canton d'Orange-Ouest
| Candidats      | Candidats        | Étiquette      | Premier tour | Premier tour | Second tour | Second tour |
| Candidats      | Candidats        | Étiquette      | Voix         | %            | Voix        | %           |
| -------------- | ---------------- | -------------- | ------------ | ------------ | ----------- | ----------- |
|                | Jacques Bompard* | MPF            | 5 324        | 48,81        | 5 078       | 59,61       |
|                | Louis Driey      | UMP            | 2 577        | 23,62        | 3 440       | 40,39       |
|                | Fabienne Haloui  | PCF            | 1 801        | 16,51        | Retrait     | Retrait     |
|                | Roland Roticci   | UDF            | 782          | 7,17         |             |             |
|                | Claude Rolandez  | FN             | 424          | 3,89         |             |             |
|                |                  |                |              |              |             |             |
| Inscrits       | Inscrits         | Inscrits       | 16 939       | 100,00       | 16 936      | 100,00      |
| Abstentions    | Abstentions      | Abstentions    | 5 450        | 32,17        | 7 803       | 46,07       |
| Votants        | Votants          | Votants        | 11 489       | 67,83        | 9 133       | 53,93       |
| Blancs et nuls | Blancs et nuls   | Blancs et nuls | 581          | 5,06         | 615         | 6,73        |
| Exprimés       | Exprimés         | Exprimés       | 10 908       | 94,94        | 8 518       | 93,27       |

*sortant

### Canton de Pernes-les-Fontaines
| Candidats      | Candidats           | Étiquette      | Premier tour | Premier tour | Second tour | Second tour |
| Candidats      | Candidats           | Étiquette      | Voix         | %            | Voix        | %           |
| -------------- | ------------------- | -------------- | ------------ | ------------ | ----------- | ----------- |
|                | François Pantagène* | UMP            | 4 437        | 48,15        | 4 734       | 61,75       |
|                | Mario Moretti       | PS             | 2 129        | 23,11        | 2 932       | 38,25       |
|                | Roger Martin        | PCF            | 1 196        | 12,98        |             |             |
|                | Patrick Bassot      | FN             | 986          | 10,70        |             |             |
|                | Joël Valero         | UDF            | 466          | 5,06         |             |             |
|                |                     |                |              |              |             |             |
| Inscrits       | Inscrits            | Inscrits       | 13 751       | 100,00       | 13 753      | 100,00      |
| Abstentions    | Abstentions         | Abstentions    | 4 286        | 31,17        | 5 762       | 41,90       |
| Votants        | Votants             | Votants        | 9 465        | 68,83        | 7 991       | 58,10       |
| Blancs et nuls | Blancs et nuls      | Blancs et nuls | 251          | 2,65         | 325         | 4,07        |
| Exprimés       | Exprimés            | Exprimés       | 9 214        | 97,35        | 7 666       | 95,93       |

*sortant

### Canton de Pertuis
| Candidats      | Candidats         | Étiquette      | Premier tour | Premier tour | Second tour | Second tour |
| Candidats      | Candidats         | Étiquette      | Voix         | %            | Voix        | %           |
| -------------- | ----------------- | -------------- | ------------ | ------------ | ----------- | ----------- |
|                | Maurice Lovisolo* | PS             | 6 797        | 43,66        | 8 813       | 62,31       |
|                | Marie-Ange Conte  | UMP            | 3 384        | 21,74        | 5 330       | 37,69       |
|                | Rémy Grangeon     | PCF            | 2 443        | 15,69        |             |             |
|                | Pierre Goubert    | FN             | 1 397        | 8,97         |             |             |
|                | Stéphane Fabresse | UDF            | 1 241        | 7,97         |             |             |
|                | Thierry Liotard   | DVD            | 305          | 1,96         |             |             |
|                |                   |                |              |              |             |             |
| Inscrits       | Inscrits          | Inscrits       | 24 986       | 100,00       | 24 987      | 100,00      |
| Abstentions    | Abstentions       | Abstentions    | 8 946        | 35,80        | 10 248      | 41,01       |
| Votants        | Votants           | Votants        | 16 040       | 64,20        | 14 739      | 58,99       |
| Blancs et nuls | Blancs et nuls    | Blancs et nuls | 473          | 2,95         | 596         | 4,04        |
| Exprimés       | Exprimés          | Exprimés       | 15 567       | 97,05        | 14 143      | 95,96       |

*sortant

### Canton de Sault
| Candidats      | Candidats          | Étiquette      | Premier tour | Premier tour |
| Candidats      | Candidats          | Étiquette      | Voix         | %            |
| -------------- | ------------------ | -------------- | ------------ | ------------ |
|                | André Faraud*      | PS             | 1 324        | 81,58        |
|                | Christian Ecckhout | UMP            | 299          | 18,42        |
|                |                    |                |              |              |
| Inscrits       | Inscrits           | Inscrits       | 2 082        | 100,00       |
| Abstentions    | Abstentions        | Abstentions    | 406          | 19,50        |
| Votants        | Votants            | Votants        | 1 676        | 80,50        |
| Blancs et nuls | Blancs et nuls     | Blancs et nuls | 53           | 3,16         |
| Exprimés       | Exprimés           | Exprimés       | 1 623        | 96,84        |

*sortant

### Canton de Vaison-la-Romaine
| Candidats      | Candidats           | Étiquette      | Premier tour | Premier tour |
| Candidats      | Candidats           | Étiquette      | Voix         | %            |
| -------------- | ------------------- | -------------- | ------------ | ------------ |
|                | Claude Haut*        | PS             | 4 687        | 63,68        |
|                | Roger Rossin        | UMP            | 2 130        | 28,94        |
|                | Jean-Baptiste Gurly | UDF            | 543          | 7,38         |
|                |                     |                |              |              |
| Inscrits       | Inscrits            | Inscrits       | 9 837        | 100,00       |
| Abstentions    | Abstentions         | Abstentions    | 2 103        | 21,38        |
| Votants        | Votants             | Votants        | 7 734        | 78,62        |
| Blancs et nuls | Blancs et nuls      | Blancs et nuls | 374          | 4,84         |
| Exprimés       | Exprimés            | Exprimés       | 7 360        | 95,16        |

*sortant

### Canton de Valréas
| Candidats      | Candidats         | Étiquette      | Premier tour | Premier tour | Second tour | Second tour |
| Candidats      | Candidats         | Étiquette      | Voix         | %            | Voix        | %           |
| -------------- | ----------------- | -------------- | ------------ | ------------ | ----------- | ----------- |
|                | Jean-Luc Piedfort | UMP            | 1 566        | 26,38        | 1 932       | 31,54       |
|                | Gérard Santucci   | PS             | 1 478        | 24,89        | 2 589       | 42,26       |
|                | Georges Truc      | DVD            | 1 219        | 20,53        | 1 605       | 26,20       |
|                | Jacques Pertek    | DVD            | 984          | 16,57        |             |             |
|                | Myriam-Henri Gros | UDF            | 690          | 11,62        |             |             |
|                |                   |                |              |              |             |             |
| Inscrits       | Inscrits          | Inscrits       | 9 861        | 100,00       | 9 861       | 100,00      |
| Abstentions    | Abstentions       | Abstentions    | 3 514        | 35,64        | 3 309       | 33,56       |
| Votants        | Votants           | Votants        | 6 347        | 64,36        | 6 552       | 66,44       |
| Blancs et nuls | Blancs et nuls    | Blancs et nuls | 410          | 6,46         | 426         | 6,50        |
| Exprimés       | Exprimés          | Exprimés       | 5 937        | 93,54        | 6 126       | 93,50       |